# الإسلام في إندونيسيا

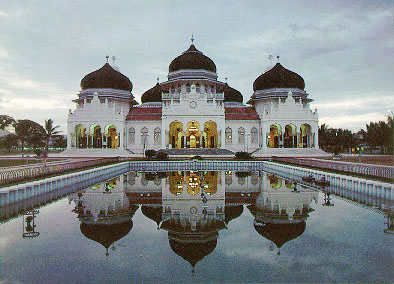
المسجد الكبير في إندونيسيا.

إندونيسيا أكبر دولة إسلامية بعدد السكان وغالبية سكانها البالغ تعدادهم أكثر من 248 مليون نسمة هم مسلمون حيث تمثل مانسبته أكثر من 87.4% منهم هم مسلمون في استطلاع في 2023، ولم يدخل الأندونيسيون الدين الإسلامي بالفتح، بل عن طريق التجار العرب المسلمون وأول منطقة أندونيسية وصلها الإسلام هي شواطي جزيرة سومطرة وهي أكبر جزرها.

## تاريخ

### دخول الإسلام إندونيسيا
ومن العسير تحديد تاريخ بَدْءِ دخول الإسلام إندونيسيا، وفي ذلك تقول المراجع: إن تجار المسلمين أنشئوا لأنفسهم مراكز تِجاريَّة على سواحل سومطرة وشبه جزيرة الملايو من وقت مبكِّر، ربما من أواخر القرن الثاني وأوائل القرن الثالث الهجريَّين، الثامن والتاسع الميلاديَّين، وقد أتى أوائل التجار من جزيرة العرب من: عُمَان، وحضرموت، والساحل الجنوبي لشبه الجزيرة العربية، واتخذوا مراكزهم الأُولَى على الشاطئ الغربي لسومطرة، وكانوا يسمونها سمدرة، وكانوا أهلَ سُنَّةٍ على المَذْهَب الشَّافِعِيِّ، أمَّا الهنود فقد دخلوا الجُزُر بالمَذْهَب الحَنَفِيِّ، وبعد ذلك وَصَل إلى هذه الجزر تُجَّار المسلمين من الهنود ومن شبه جزيرة الكَجَرَات.
كما تروي بعض كتب التاريخ أن بعض التجار الإندونيسيِّين قد وصلوا إلى بغداد أيَّام الخليفة العباسي هارون الرشيد، وعندما قَفَلوا راجعين كانوا يحملون بين جوانحهم عقيدة الإسلام، وعندما وَصَلُوا إلى بلادهم قاموا بدعوة واسعة النطاق لها.
وفي أوائل القرن التاسع الهجري الخامس عشر الميلادي بدأ الدِّينُ الإسلامي ينتشر بسرعة في أطراف الدولة، وأخذت السلاطين والقبائل المسلمة تُقَأوِم السلطة البوذيَّة في «جاوة»، وكان من أهمِّ تلك السلاطين المسلمة سلاطين «آتشيهْ» في أقصى الشمال من جزيرة «سومطرة»، وسلاطين «ملقا» في غربي «شبه جزيرة ملايو»، الذين أسَّسُوا تجارة مستقلَّة عن الدولة مع التُّجَّار المسلمين العرب والفرس والصينيين والهنود، وقد أسلم هؤلاء نتيجة احتكاكهم مع المسلمين العرب والفرس.

### العصور الحديثة
بين عام 1991 حتى 12 فبراير من عام 2002 شهدت جزر الملوك صراع طائفي وإثني بين السكان المسيحيين والمسلمين. وقد تأثر بها المسلمون والمسيحين أيضا

## جاوه مركز إشعاع إسلامي
وقد كان لانتشار الإسلام أثره العميق في قيام ممالك إندونيسية متعددة في تلك الجزر، مثل «سلطنة بنتن» التي أسَّسها السلطان حسن الدين في جاوة الغربية، و«سلطنة متارام» التي أقامها رجل عسكري يُدعى «سنافاني» في شرق جاوة؛ وبذلك أصبحت جزيرة جاوة مركز إشعاع للدِّينِ الإسلامي، وانتقل منها إلى غيرها من الجزر، وكان هناك أيضًا «سلطنة آتشيه» في شمال سومطرة، و«سلطنة ديماك» في وَسَط جاوة، والتي أقامها رمضان فاطمي عام 832هـ، وكذلك مملكة «فلمبان» في سومطرة الجنوبية.